# Championnat FIA GT 2002
Navigation
Édition précédente Édition suivante
La saison 2002 du Championnat FIA GT est la sixième édition de cette compétition. Elle se déroule du 21 avril au 20 octobre 2002. Elle comprend dix manches dont les 24 Heures de Spa. Elle a consacré le pilote français Christophe Bouchut ainsi que l'équipe française Larbre Compétition.

## Calendrier
| Manche | Course                               | Circuit                        | Date          |
| ------ | ------------------------------------ | ------------------------------ | ------------- |
| 1      | LG Super Racing Weekend Magny-Cours  | Circuit de Nevers Magny-Cours  | 21 avril      |
| 2      | LG Super Racing Weekend Silverstone  | Circuit de Silverstone         | 5 mai         |
| 3      | LG Super Racing Weekend Brno         | Autodrom Brno Masaryk          | 19 mai        |
| 4      | LG Super Racing Weekend Jarama       | Circuito Permanente Del Jarama | 2 juin        |
| 5      | LG Super Racing Weekend Anderstorp   | Scandinavian Raceway           | 30 juin       |
| 6      | LG Super Racing Weekend Oschersleben | Motopark Oschersleben          | 14 juillet    |
| 7      | Proximus 24 Heures de Spa            | Circuit de Spa-Francorchamps   | 3 août 4 août |
| 8      | LG Super Racing Weekend Pergusa      | Autodromo di Pergusa           | 22 septembre  |
| 9      | LG Super Racing Weekend Donington    | Donington Park                 | 6 octobre     |
| 10     | LG Super Racing Weekend Estoril      | Autódromo do Estoril           | 20 octobre    |

## Résultats
| Manche | Circuit      | Équipe gagnante GT                                                | Équipe gagnante N-GT                           | Résultats |
| Manche | Circuit      | Pilotes vainqueurs GT                                             | Pilotes vainqueurs N-GT                        | Résultats |
| ------ | ------------ | ----------------------------------------------------------------- | ---------------------------------------------- | --------- |
| 1      | Magny-Cours  | #14 Lister Storm Racing                                           | #50 JMB Racing                                 | Résultats |
| 1      | Magny-Cours  | Jamie Campbell-Walter Nicolaus Springer                           | Christian Pescatori Andrea Montermini          | Résultats |
| 2      | Silverstone  | #12 Paul Belmondo Racing                                          | #50 JMB Racing                                 | Résultats |
| 2      | Silverstone  | Fabio Babini Marc Duez                                            | Christian Pescatori Andrea Montermini          | Résultats |
| 3      | Brno         | #14 Lister Storm Racing                                           | #54 Freisinger Motorsport                      | Résultats |
| 3      | Brno         | Jamie Campbell-Walter Nicolaus Springer                           | Marc Lieb Stéphane Ortelli                     | Résultats |
| 4      | Jarama       | #23 BMS Scuderia Italia                                           | #54 Freisinger Motorsport                      | Résultats |
| 4      | Jarama       | Andrea Piccini Jean-Denis Delétraz                                | Marc Lieb Stéphane Ortelli                     | Résultats |
| 5      | Anderstorp   | #23 BMS Scuderia Italia                                           | #54 Freisinger Motorsport                      | Résultats |
| 5      | Anderstorp   | Andrea Piccini Jean-Denis Delétraz                                | Marc Lieb Stéphane Ortelli                     | Résultats |
| 6      | Oschersleben | #23 BMS Scuderia Italia                                           | #58 Autorlando Sport                           | Résultats |
| 6      | Oschersleben | Andrea Piccini Jean-Denis Delétraz                                | Toto Wolff Philipp Peter                       | Résultats |
| 7      | Spa          | #1 Larbre Compétition                                             | #54 Freisinger Motorsport                      | Résultats |
| 7      | Spa          | Christophe Bouchut Sébastien Bourdais David Terrien Vincent Vosse | Stéphane Ortelli Emmanuel Collard Romain Dumas | Résultats |
| 8      | Pergusa      | #14 Lister Storm Racing                                           | #54 Freisinger Motorsport                      | Résultats |
| 8      | Pergusa      | Jamie Campbell-Walter Nicolaus Springer                           | Marc Lieb Stéphane Ortelli                     | Résultats |
| 9      | Donington    | #3 Team Carsport Holland                                          | #54 Freisinger Motorsport                      | Résultats |
| 9      | Donington    | Mike Hezemans Anthony Kumpen                                      | Stéphane Ortelli Romain Dumas                  | Résultats |
| 10     | Estoril      | #23 BMS Scuderia Italia                                           | #54 Freisinger Motorsport                      | Résultats |
| 10     | Estoril      | Andrea Piccini Jean-Denis Delétraz                                | Stéphane Ortelli Romain Dumas                  | Résultats |

## Classements
Lors des 24 Heures de Spa, les points sont octroyés au bout des 12 premières heures de courses ainsi qu'à la fin de l'épreuve.

### Championnat pilotes
Les points sont octroyés aux 6 premiers classés de chaque catégorie dans l'ordre 10–6–4–3–2–1.

### Championnat des équipes
Les points sont octroyés aux 6 premiers classés de chaque catégorie dans l'ordre 10–6–4–3–2–1. Les points sont obtenus par deux voitures maximum pour chaque équipe.

#### Classements GT
| Pos | Équipe                | Voiture                   | Moteur                     | Mc 1 | Mc 2 | Mc 3 | Mc 4 | Mc 5 | Mc 6 | Mc 7 | Mc 8 | Mc 9 | Mc 10 | Total |
| --- | --------------------- | ------------------------- | -------------------------- | ---- | ---- | ---- | ---- | ---- | ---- | ---- | ---- | ---- | ----- | ----- |
| 1   | Larbre Compétition    | Chrysler Viper GTS-R      | Chrysler 8,0 L V10         | 6    | 4    | 9    | 7    | 7    | 3    | 24.5 | 2    | 2    | 3     | 67.5  |
| 2   | Lister Storm Racing   | Lister Storm              | Jaguar 7,0 L V12           | 10   | 9    | 10   | 1    |      | 7    | 12   | 10   |      | 4     | 63    |
| 3   | Team Carsport Holland | Chrysler Viper GTS-R      | Chrysler 8,0 L V10         | 9    | 2    | 4    | 6    | 7    | 2    | 3    | 7    | 13   | 6     | 59    |
| 4   | BMS Scuderia Italia   | Ferrari 550 GTS Maranello | Ferrari 6,0 L V12          | 1    |      |      | 10   | 12   | 10   |      |      | 6    | 12    | 51    |
| 5   | Paul Belmondo Racing  | Chrysler Viper GTS-R      | Chrysler 8,0 L V10         |      | 11   | 3    | 2    |      | 4    | 11.5 | 7    | 4    | 1     | 43.5  |
| 6   | Proton Competition    | Porsche 911 GT2           | Porsche 3,8 L Turbo Flat-6 |      |      |      |      |      |      |      |      | 1    |       | 1     |

#### Classements N-GT
| Pos | Équipe                | Voiture                  | Moteur               | Mc 1 | Mc 2 | Mc 3 | Mc 4 | Mc 5 | Mc 6 | Mc 7 | Mc 8 | Mc 9 | Mc 10 | Total |
| --- | --------------------- | ------------------------ | -------------------- | ---- | ---- | ---- | ---- | ---- | ---- | ---- | ---- | ---- | ----- | ----- |
| 1   | Freisinger Motorsport | Porsche 911 GT3 RS (996) | Porsche 3,6 L Flat-6 |      | 2    | 10   | 12   | 10   | 3    | 29   | 16   | 10   | 11    | 103   |
| 2   | JMB Racing            | Ferrari 360 Modena GT    | Ferrari 3,6 L V8     | 14   | 14   | 6    | 9    | 9    | 4    | 10.5 | 7    | 4    | 3     | 80.5  |
| 3   | Autorlando Sport      | Porsche 911 GT3 RS (996) | Porsche 3,6 L Flat-6 | 2    | 6    | 4    |      | 4    | 10   |      |      | 2    |       | 28    |
| 4   | RWS Motorsport        | Porsche 911 GT3 R (996)  | Porsche 3,6 L Flat-6 |      |      |      | 4    |      | 6    | 3.5  | 2    | 7    |       | 22.5  |
| 5   | JVG Racing            | Porsche 911 GT3 RS (996) | Porsche 3,6 L Flat-6 | 6    | 3    | 3    | 1    |      | 1    |      |      | 3    | 2     | 19    |
| 6   | Cirtek Motorsport     | Porsche 911 GT3 RS (996) | Porsche 3,6 L Flat-6 |      |      |      |      | 3    | 2    | 3.5  | 1    |      | 6     | 15.5  |
| 7   | JMB Competition       | Ferrari 360 Modena GT    | Ferrari 3,6 L V8     | 4    | 1    | 2    |      |      |      |      |      |      |       | 7     |
| 8   | Veloqx Motorsport     | Ferrari 360 Modena GT    | Ferrari 3,6 L V8     |      |      |      |      |      |      |      |      |      | 4     | 4     |
| 9   | System Force Racing   | Porsche 911 GT3 RS (996) | Porsche 3,6 L Flat-6 |      |      | 1    |      |      |      | 2    |      |      |       | 3     |
| 10  | Seikel Motorsport     | Porsche 911 GT3 RS (996) | Porsche 3,6 L Flat-6 |      |      |      |      |      |      | 2.5  |      |      |       | 2.5   |
| 11  | MAC Racing            | Porsche 911 GT3 R (996)  | Porsche 3,6 L Flat-6 |      |      |      |      |      |      | 1    |      |      |       | 1     |